# Джон Авіре
Джон Авіре (англ. John Avire, нар. 12 березня 1997) — кенійський футболіст, нападник єгипетського клубу «Танта», а також національної збірної Кенії.

## Клубна кар'єра
У футболі дебютував 2017 року виступами за команду «Какамега Гоумбойз», в якій провів один сезон, взявши участь в 11 матчах чемпіонату.
Своєю грою за цю команду привернув увагу представників тренерського штабу клубу «Мт Кенія Юнайтед», до складу якого приєднався 2018 року.
2018 року уклав контракт з клубом «Бандарі» (Момбаса), у складі якого провів наступний рік своєї кар'єри гравця.
З початку 2019 року захищав кольори команди «Софапака».
До складу єгипетського клубу «Танта» приєднався того ж 2019 року.

## Виступи за збірну
2014 року дебютував в офіційних матчах у складі національної збірної Кенії.
У складі збірної був учасником Кубка африканських націй 2019 року в Єгипті, де зіграв у двох поєдинках своєї команди з трьох, проти Танзанії (3-2) і Сенегалу (0-3). Обидва рази вийшов на заміну.